# Trichrous brevicornis
Trichrous brevicornis là một loài bọ cánh cứng trong họ Cerambycidae.